# EM i fodbold for kvinder 1993
EM i fodbold for kvinder 1993 var det femte EM i fodbold for kvinder, afholdt af UEFA. Turneringen blev afholdt i Italien. Kvalifikationen kørte fra 1991 til 1992. Finalen blev spillet mellem hjemmeholdet Italien og Norge. Norge vandt finalen 1-0.

## Resultater

### Semifinaler
| 29. juni 1993 |

| Norge        | 1–0 | Danmark |
| ------------ | --- | ------- |
| Andersen 63' |     |         |

| Sportilia, Santa Sofia Tilskuere: 1.000 Dommer: Plarent Kotherja (Albanien) |

| 30. juni 1993 |

| Italien    | 1 – 1 (a.e.t.) (4–3 str.) | Tyskland   |
| ---------- | ------------------------- | ---------- |
| Morace 63' |                           | Mohr 56' · |

| Stadio Romeo Neri, Rimini Tilskuere: 3.000 Dommer: Anders Frisk (Sverige) |

### Kamp om tredjeplads
| 3. juli 1993 |

| Tyskland    | 1–3 | Danmark                           |
| ----------- | --- | --------------------------------- |
| Meinert 31' |     | Mackensie 10', 42' · Nissen 35' · |

| Stadio Alfiero Moretti, Cesenatico Tilskuere: 500 Dommer: Dick Jol (Holland) |

### Finale
| 4. juli 1993 |

| Italien | 0–1 | Norge         |
| ------- | --- | ------------- |
|         |     | Hegstad 75' · |

| Stadio Dino Manuzzi, Cesena Tilskuere: 7.000 Dommer: Alfred Wieser (Østrig) |

## Målscorere
2 mål
- Susan Mackensie

1 mål
| - Hanne Nissen - Maren Meinert - Heidi Mohr | - Carolina Morace - Birthe Hegstad - Anne Nymark Andersen |